# 海山 (新北市舊地名)
海山（西班牙語：faisán；荷蘭語：或），是台灣新北市西南區域的舊稱，原指今樹林、鶯歌、三峽等區，清治擴增至今新莊區桕子林、西盛一帶，嘉慶、道光年間擴增至今桃園市大溪區，日治時擴增至今板橋、土城、中和、永和等區。學者翁佳音認為此地名源自荷蘭時代對該地的稱呼，有推測為當地原住民語音譯，翁佳音推定為西班牙統治時的西班牙語：以荷語轉譯，意為野雞、雉，西班牙文獻中記載此地盛產非紅喙的石雞，至今三峽仍留存有「白雞」的地名。荷蘭文獻記載的，意為（由淡水上溯）「往海山之溪」，學者劉益昌釐訂為五股的冷水坑溪（五股坑溪支流），中村孝志譯為「海山川」，往下在關渡的正對岸匯入淡水河，往上至新莊的海山口一帶。由海山口往西南可通往海山。
荷蘭村社戶口表記載海山與今五股、泰山等區原為猫里宗社領域（荷蘭語：或，「猫」台語音，與貓不同字），可能與八里坌社有關，在荷治時1650年代幾乎被後壠社殲滅，遷逃到淡水河對岸。鄭氏統治末期1682年，鄭軍為抗清軍來襲，在雞籠重兵鎮守，在淡水、雞籠等地對原住民男女老幼橫徵暴斂，族人不堪奴役，於是淡水、雞籠直到新港、竹塹諸社皆起而抗暴。清治時1699年，淡水頭目冰冷與南到吞霄卓𤪱卓霧等人通謀互應，率眾射殺官員以及盡殺與官府合作的民眾。後來漢人入墾海山地方，土地大抵是漢人向桃園的霄裡、龜崙兩社承墾。:69-70,142-149
1713年由賴科、王謨、鄭珍、朱焜侯等人組成陳和議墾號，首次請墾海山地方，隨後遂有海山庄之設立，在今新北市樹林、鶯歌、三峽等區及新莊區桕子林、西盛一帶。
1760年代以後改為海山堡，除今樹林、鶯歌、三峽等區，擴增今桃園市大溪區，日治初期仍沿用此區劃。
日治1920年合併原海山堡、擺接堡改制為海山郡，以海山為名、郡治設在擺接（在今板橋；日治時常有兩區合併時，以一區為名、另一區設治的例子），為台北州的行政區劃之一，今樹林、鶯歌、三峽、板橋、土城、中和、永和等區。
戰後1945年海山郡廢除，1946年設立海山區，轄板橋、鶯歌（後分為鶯歌鎮與樹林鎮）、三峽、土城及中和（後分為中、永和）五鄉鎮，1947年裁撤。歷代行政區經多次改制裁撤後，當地人至今仍稱此區域為海山，許多當地事物冠以海山為名。